# تحببات عنكبوتية
تحببات عنكبوتية  (تعرف أيضًا بزغابات عنكبوتبة، وجسم باشونيان) هي نتوءات بارزة من الأم العنكبوتية (الطبقة الرقيقة الثانية التي تغطي الدماغ) إلى الغشاء الخارجي من الأم الجافية (الطبقة الخارجية السميكة). حيث تبرز إلى الجيوب الوريدية الجافوية في الدماغ، وتسمح للسائل النخاعي (السائل الدماغي النخاعي) الخروج من طبقة السحايا (الفراغ تحت العنكبوبية) والدخول إلى مجرى الدم. التحببات الكبيرة تقع على طول الجيب السهمي العلوي، الفراغ الوريدي الكبير يمر من الأمام إلى الخلف على طول مركز الرأس (في داخل الجمجمة). ومع ذلك، فهي موجودة على طول الجيوب الأنفية الجافية الأخرى أيضًا.

## وظيفة
يؤدي الانتشار عبر التحببات العنكبوتية إلى الجيب السهمي العلوي إلى إرجاع السائل النخاعي إلى الدورة الدموية الوريدية.
التحببات العنكبوتية تعمل كصمامات أُحادية الاتجاه. حيث يكون ضغط السائل النخاعي أعلى من الضغط في الدورة الدموية الوريدية في الحالة الطبيعية، لذلك السائل النخاعي يتدفق من خلال الزغابات والتحببات إلى الدم. إذا كان الضغط بالعكس بسبب بعض الأسباب، فإن السائل لن يمر مرة أخرى إلى السحايا، أسباب هذه المشكلة غير معروفة، اقتُرحت (وضع تفسير) أن الخلايا البطانية للجيوب الوريدية تٌنشىء فجوات من السائل النخاعي، والتي تنتقل عبر الخلية وتخرج إلى الدم.
أهمية التحببات العنكبوتية لتصريف السائل النخاعي أمر مثير للجدل، حسب بعض أقوال الأخصائيين، يُصرَف جزء كبير (ربما الغالبية) من السائل النخاعي من الأوعية الليمفاوية المرتبطة مع أجزاء خارج الجمجمة من الأعصاب القحفية (أعصاب الجمجمة).
يُعتقد أن نسبة كبيرة من السائل النخاعي تَترُك قبو (تجويف) الجمجمة من خلال محاور العصب القحفي الأول (العصب الشميَ) من خلال امتدادها عبر الصفيحة المصفوية.
على السطح الداخلي لعظم الجمجمة،يُنتج حفر صغيرة تسمى النقرة الحبيبية بواسطة التحبيب العنكبوتي.

## تسمية
أحيانًا، يشار إليهم بإسمهم القديم: تحببات أو جسم باشونيان، سميت على اسم عالم التشريح الإيطالي أنطونيو باشيوني.

## صور إضافية

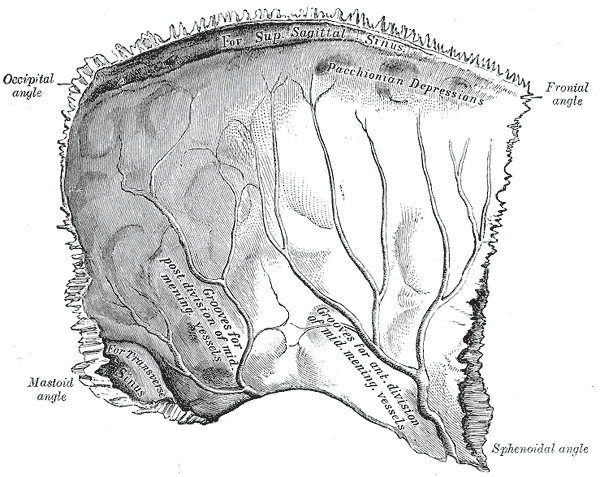
العظم الجداري الأيسر. السطح الداخلي.
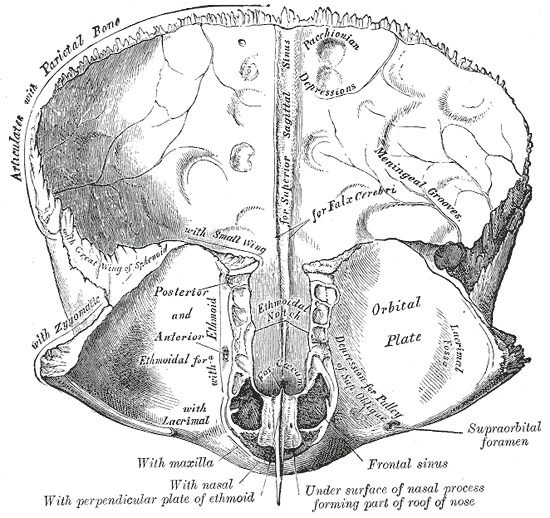
السطح الداخلي، العظم الأمامي.
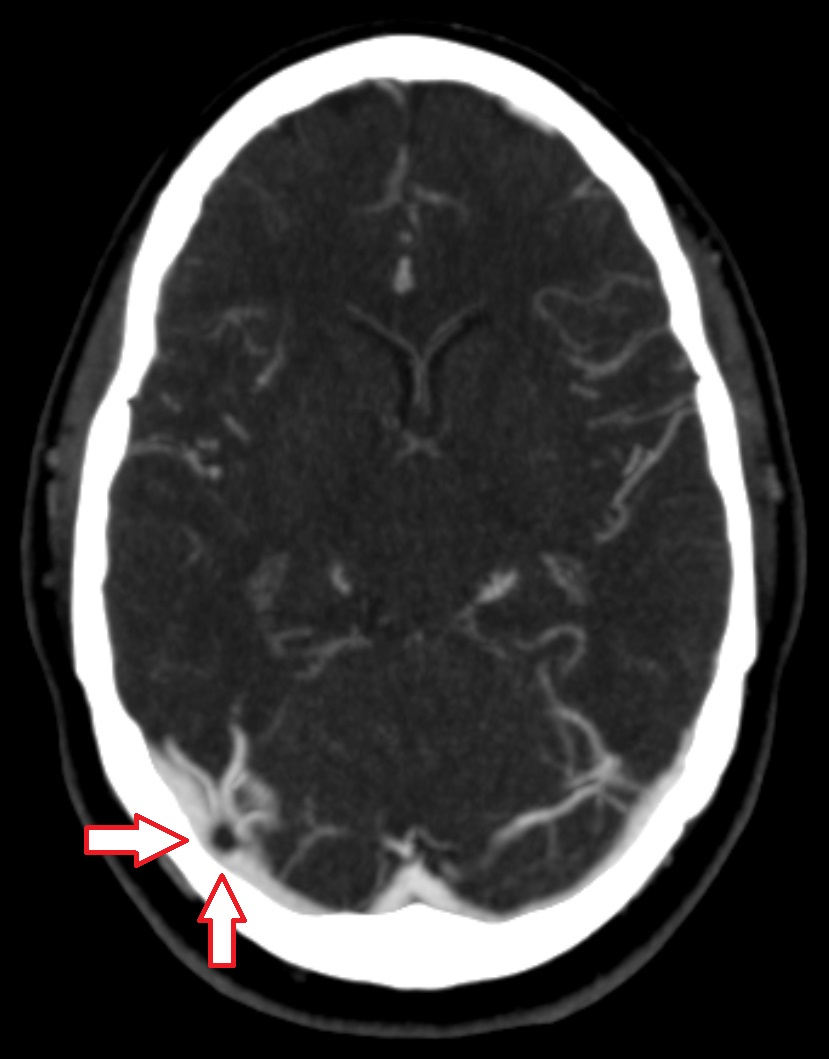
تصوير الأوعية الطبقي المبرمج، تظهر التحببات العنكبوتية في الجيب العرضي الأيمن.
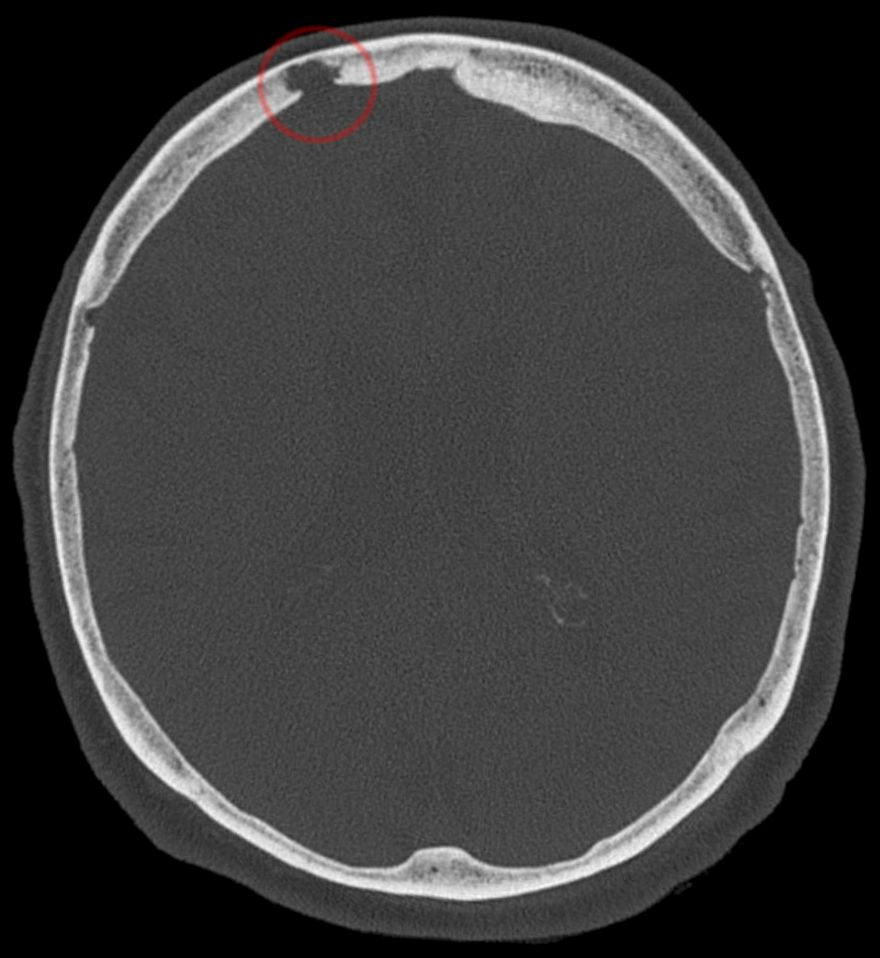
فحص التصوير المقطعي المحوسب غير المتباين للرأس يظهر التحببات العنكبوتية.